# Le Grand-père (film, 1911, Monca)
Pour les articles homonymes, voir Le Grand-père.
Pour plus de détails, voir Fiche technique et Distribution.
Le Grand-père ou L'Art d'être grand-père est un film muet français réalisé par Georges Monca, sorti en 1911.

## Fiche technique
- Titre : Le Grand-père
- Titre de travail : L'Art d'être grand-père
- Réalisation : Georges Monca
- Scénario : Jules Mary
- Photographie :
- Montage :
- Société de production : Société cinématographique des auteurs et gens de lettres (S.C.A.G.L)
- Société de distribution : Pathé Frères
- Pays d'origine :  France
- Langue : film muet avec les intertitres en français
- Métrage : 270 mètres
- Format : Noir et blanc — 35 mm — 1,33:1 — Muet
- Genre :  Comédie
- Durée : 9 minutes
- Numéro de catalogue Pathé : 4462
- Dates de sortie : 
  -  France : 7 septembre 1911

## Distribution
- Charles Mosnier : Duroc
- Jeanne Bérangère : Suzanne
- Roger Monteaux : Marcel Hubert
- Maria Fromet : la petite Jeannette
- Madeleine Fromet